# Idron-Ousse-Sendets
Pour les articles homonymes, voir Idron.
Ancienne commune des Pyrénées-Atlantiques, la commune d'Idron-Ousse-Sendets a existé de 1989 à 2000. Elle a été créée en 1989, à la suppression de la commune d'Idron-Lée-Ousse-Sendets, quand la commune de Lée a été rétablie. 
En 2000, elle a été supprimée, et les trois communes d'Idron, d'Ousse et de Sendets ont été rétablies.

## Géographie
La commune est située à cinq kilomètres à l'est de Pau.

## Héraldique
| Blason | Blasonnement : D’or à la roue de sainte Catherine vidée du champ et enfermant un cèdre au naturel ; au chef d’azur chargé d’une loche [poisson du lieu] d’argent. Commentaires : Création: Christian Desplat |

## Démographie
| 1990  | 1999  |
| ----- | ----- |
| 3 888 | 5 154 |

## Pour approfondir